# Разазовка
Разазовка — река в России, протекает в Моршанском районе Тамбовской области. Правый приток реки Серп.

## География
Река берёт начало у деревни Быковка. Течёт на север по открытой местности. Устье реки находится в 19 км по правому берегу реки Серп. Длина реки составляет 42 км.
Притоки Разазовки — Тяновка и Пячка, оба левые.

## Данные водного реестра
По данным государственного водного реестра России относится к Окскому бассейновому округу, водохозяйственный участок реки — Цна от города Тамбов и до устья, речной подбассейн реки — Мокша. Речной бассейн реки — Ока.
По данным геоинформационной системы водохозяйственного районирования территории РФ, подготовленной Федеральным агентством водных ресурсов:
- Код водного объекта в государственном водном реестре — 09010200312110000029447
- Код по гидрологической изученности (ГИ) — 110002944
- Код бассейна — 09.01.02.003
- Номер тома по ГИ — 10
- Выпуск по ГИ — 0